# LOGIVAN
LOGIVAN là một công ty hoạt động trong lĩnh vực vận tải, dựa trên nền tảng kết nối chủ hàng và mạng lưới xe tải chiều về rỗng. Công ty đã được đầu tư hơn 7.9 triệu USD từ các quỹ đầu tư trong và ngoài nước và hiện có văn phòng ở Hà Nội và Thành phố Hồ Chí Minh, Việt Nam.

## Lịch sử
Được thành lập vào tháng 9/2017 bởi Phạm Thị Khánh Linh, tốt nghiệp ngành khoa học tự nhiên của Đại học Cambridge và là cựu chuyên viên phân tích phần mềm tại Goldman Sachs. Sau khi về làm việc tại Việt Nam, Linh Phạm nhận thấy 70% xe tải rỗng chiều về, trong khi các tài xế khó khăn tìm nguồn hàng phù hợp với điểm đến của họ. LOGIVAN ra đời là giải pháp công nghệ để giải quyết vấn đề này.

## Sản phẩm công nghệ
Hiện tại, LOGIVAN đã cho ra 2 ứng dụng là "LOGIVAN chủ xe" và "LOGIVAN chủ hàng". Cả hai ứng dụng đã được đưa lên hệ điều hành iOS và Android.
Để đặt xe tải, chủ hàng truy cập LOGIVAN đăng các thông tin về số lượng hàng hóa, loại hàng cần vận chuyển và điền giá mong muốn. Tài xế xe tải có thể xem thông tin và trả giá cho những đơn hàng trên hệ thống.